# Auguste Vos
Auguste Vos (3 februari 1902 - onbekend) was een Belgische atleet, die gespecialiseerd was in het kogelstoten en het discuswerpen. Hij nam eenmaal deel aan de Olympische Spelen, werd zesmaal Belgisch kampioen kogelstoten en tien maal kampioen discuswerpen.

## Biografie

### Kampioenschappen
Vos werd in 1928 voor het eerst Belgisch kampioen in het kogelstoten. Hij nam dat jaar ook deel aan de  Olympische Spelen van Amsterdam, waar hij werd uitgeschakeld in de kwalificaties. Hij werd in totaal tot 1935 zes maal Belgisch kampioen in het kogelstoten, waarvan de eerste vijf opeenvolgend. 
In het discuswerpen behaalde Vos tien Belgische titels, waarvan tussen 1931 en 1938 acht opeenvolgende.

### Records
In 1928 verbeterde Vos in het kogelstoten met een worp van 12,72 m het Belgisch record van Henri Hubinon. Hij bracht het in verschillende verbeteringen in 1932 naar 13,21 m. In het discuswerpen verbeterde hij in 1932 het Belgisch record van Arthur Delaender naar 41,68 m. In vijf verbeteringen bracht hij het twee jaar later naar 42,575 m.

### Clubs
Vos was aangesloten bij SC Anderlecht.

## Belgische kampioenschappen
| Onderdeel    | Jaar                                                       |
| ------------ | ---------------------------------------------------------- |
| kogelstoten  | 1928, 1929, 1930, 1931, 1932, 1935                         |
| discuswerpen | 1931, 1932, 1933, 1934, 1935, 1936, 1937, 1938, 1941, 1942 |

## Persoonlijke records
| Onderdeel    | Prestatie        | Datum            | Plaats |
| ------------ | ---------------- | ---------------- | ------ |
| kogelstoten  | 13,51 m          | 1937             |        |
| discuswerpen | 42,575 m (ex-NR) | 26 augustus 1934 |        |

## Palmares

### kogelstoten
- 1928:  BK AC - 12,55 m
- 1928: 20e in kwal. OS in Amsterdam - 12,52 m
- 1929:  BK AC - 12,87 m
- 1930:  BK AC - 11,72 m
- 1931:  BK AC - 13,16 m (NR)
- 1932:  BK AC - 12,70 m
- 1935:  BK AC - 13,20 m

### discuswerpen
- 1931:  BK AC - 37,88 m
- 1932:  BK AC - 39,83 m
- 1933:  BK AC - 42,15 m (NR)
- 1934:  BK AC - 41,79 m
- 1935:  BK AC - 39,16 m
- 1936:  BK AC - 41,01 m
- 1937:  BK AC - 40,32 m
- 1938:  BK AC - 38,295 m
- 1941:  BK AC - 38,86 m
- 1942:  BK AC - 39,265 m